# Saint-Germain-du-Bel-Air

Saint-Germain-du-Bel-Air este o comună în departamentul Lot din sudul Franței. În 2009 avea o populație de 518 de locuitori.

## Evoluția populației
| An        | 1975 | 1982 | 1990 | 1999 | 2006 | 2009 |
| --------- | ---- | ---- | ---- | ---- | ---- | ---- |
| Populație | 346  | 361  | 422  | 495  | 510  | 518  |